# 工农广场站
工农广场站位于吉林省长春市南关区和朝阳区的交界处，是长春轨道交通一号线：长春轨道交通七号线（远期）车站。

## 车站结构

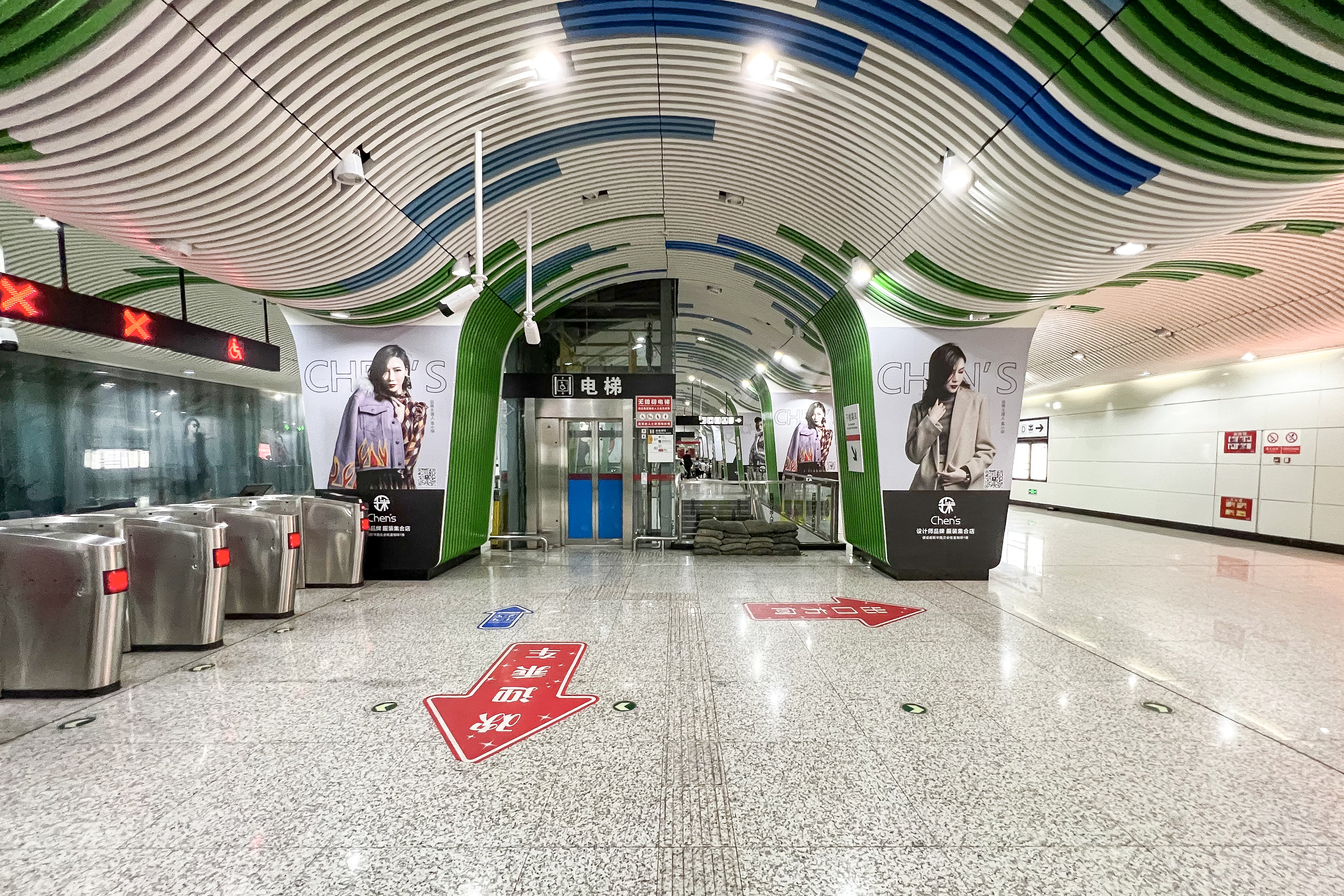
1号线站厅

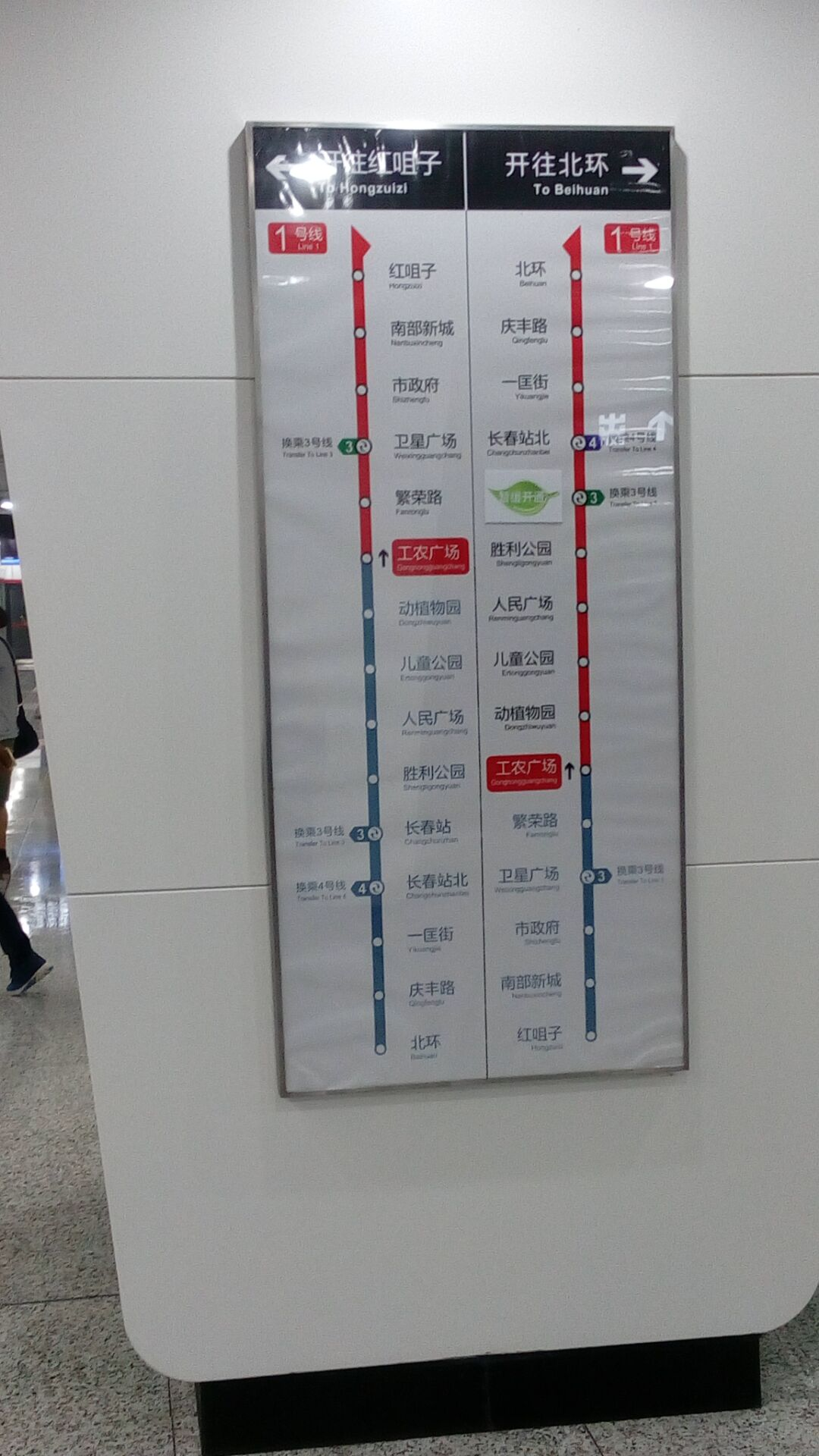
长春地铁工农广场站站内线路牌

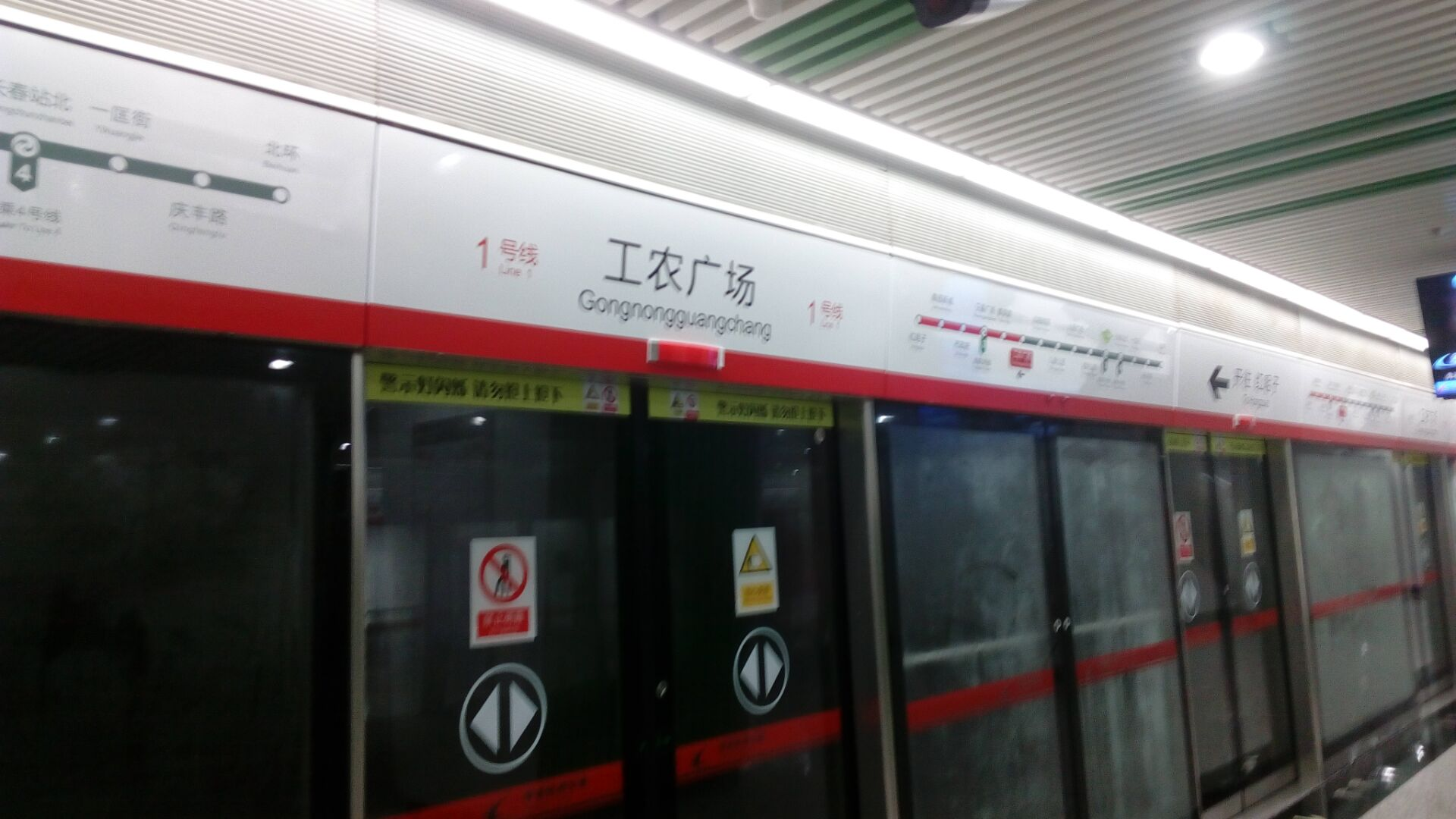
长春地铁工农广场站屏蔽门

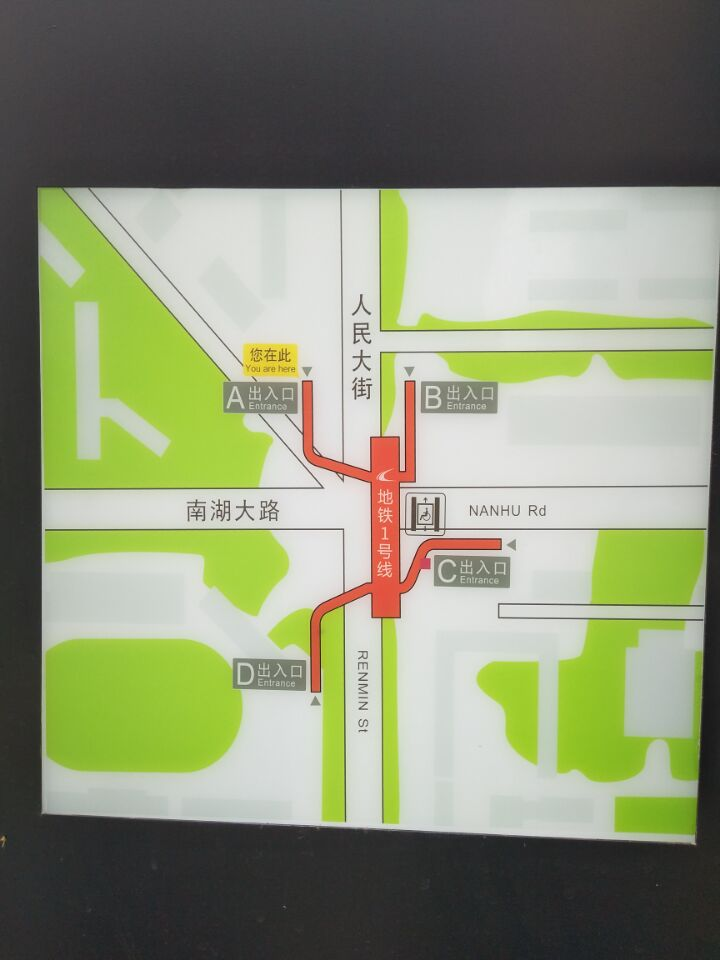
长春地铁工农广场站出入口分布

车站形式为岛式二层车站，地下一层为一站厅，地下二层为一号线站台。车站设有全高屏蔽门。

### 车站楼层
| 地面              | 出入口 | A、B、C、D出入口                                                                                              |
| 地下一层          | 站厅   | 客服中心、自动售票机、验票机                                                                                  |
| 地下二层          | 站台   | \| \| \| █ 1号线往北环城路（东北师大） \| \| 島式 · 開左邊车门 \| \| \| \| \| \| █ 1号线往红嘴子（繁荣路） \| |
|                   |        | █ 1号线往北环城路（东北师大）                                                                                 |
| 島式 · 開左邊车门 |        | |
|                   |        | █ 1号线往红嘴子（繁荣路）                                                                                     |

## 车站出入口
车站设置4个出入口，A口位于人民大街西侧、工农大路北侧；B口位于人民大街东侧，磐石路南侧，缓建；C口位于人民大街东侧，南湖大路南侧；D口位于人民大街西侧，南湖大路南侧
|          |      |                       |                                          |  |
| 出口编号 | 照片 | 出口指示              | 建议前往的目的地                         |  |
| 出口 · A |      | 人民大街西 工农大路北 | 吉林省青少年科技中心、盛京银行           |  |
| 出口 · B |      | 人民大街东 磐石路南   | 长春光机与物理研究所第一小区（暂缓开通） |  |
| 出口 · C |      | 人民大街东 南湖大路南 | 空军航空大学                             |  |
| 出口 · D |      | 人民大街西 南湖大路南 | 吉林省实验中学                           |  |

## 公交换乘
- A口：66/306/6/229/232路工农广场站 270/315路工农广场站
- B口：66/306/6/229/232路工农广场站
- C口：20/154路工农广场站
- D口：66/306/229（下行）/252/315（上行）/154南湖大路站

## 历史
- 2016年9月30日 - 1号线试通车。
- 2017年6月30日 - 1号线试运营。
- 2017年12月9日 - 长春轨道交通规范站名英语以及导识标志英语，英语更名为“Gongnong Square”